# Benerib
Benerib je bila egipatska kraljica supruga 1. dinastije, koja je živjela u 32. st. pr. Krista.

## Etimologija
| ib | M32 |

Beneribino ime znači "slatkog srca".

## Biografija
Benerib je bila kćer Narmera, faraona koji je zaslužan za ujedinjenje Egipta i njegove žene, Neithotep. Udala se za svog brata Hora-Ahu, ali nije imala djece. Njezin je nećak Džer postao novi faraon.
Pokopana je u Umm el-Qa'abu, u grobnici B14.